# Куд плови овај брод (филм из 2002)
Куд плови овај брод је српски телевизијски филм из 2002. године.

## Улоге
| Глумац       | Улога |
| ------------ | ----- |
| Бојана Вукић |       |